# Kim Ilsø Larsen
Kim Ilsø Larsen (født 22. maj 1951) er en dansk tidligere fodboldspiller og fodboldtræner.
Som aktiv fodboldspiller spillede Kim for Esbjerg fB's, hvor han nåede op på 120 kampe. Han var med til at pokalturneringen i 1976 og bronze i Danmarksmesterskabet det følgende år.
Kim Ilsø Larsen var træner for Esbjerg fB's 2. divisionshold indtil og med 2006. Han førte holdet fra Danmarksserien til 2. division i 2004, hvori holdet blev nummer 1 i den efterfølgende sæson 2005/2006. Holdet lå også nummer 1 midt i sæsonen 2006/2007, da han overlod trænerroret til Jørn Bach.
Kim stod for EfB's U/21-hold i 2004, hvor holdet hentede DM-guld, og han stod for samme hold i 2005, hvor det blev til DM-sølv.
Udenfor fodboldbanen underviste Kim på Rørkjær Skole i Esbjerg, han er nu pensioneret. 